# Trinkgefäß
Trinkgefäße sind Gefäße, die der Bereitstellung der Getränke zu ihrem Verzehr dienen.
Man kann Trinkgefäße nach ihrem Material, ihrer Form und ihrem Inhalt sowie ggf. ihrem Zweck unterscheiden.

## Material
Die ältesten Trinkgefäße der Menschheitsgeschichte waren sicher die Hände, gefolgt von ersten Trinkgefäßen aus pflanzlichem Material wie Blätter, Holz oder Pflanzenschalen (z. B. Kürbis), aber auch tierisches Material wie z. B. Muscheln oder Leder. Schon in der Bronzezeit wird das Trinkhorn verwendet, das aus Horn gefertigt ist und als das klassische Trinkgefäß germanischer Völker gilt.
Die Trinkbecher waren bis in die Neuzeit hinein meist aus Keramik (z. B. Porzellan, Fayence, Steingut) oder aus Metall (z. B. Gold, Silber, Zinn, Blech). Trinkgefäße aus Glas (Trinkgläser) sind schon in der Römerzeit weit verbreitet. Seit dem 20. Jahrhundert ist als Werkstoff für Trinkgefäße noch Kunststoff oder Pappe (Pappbecher) üblich.

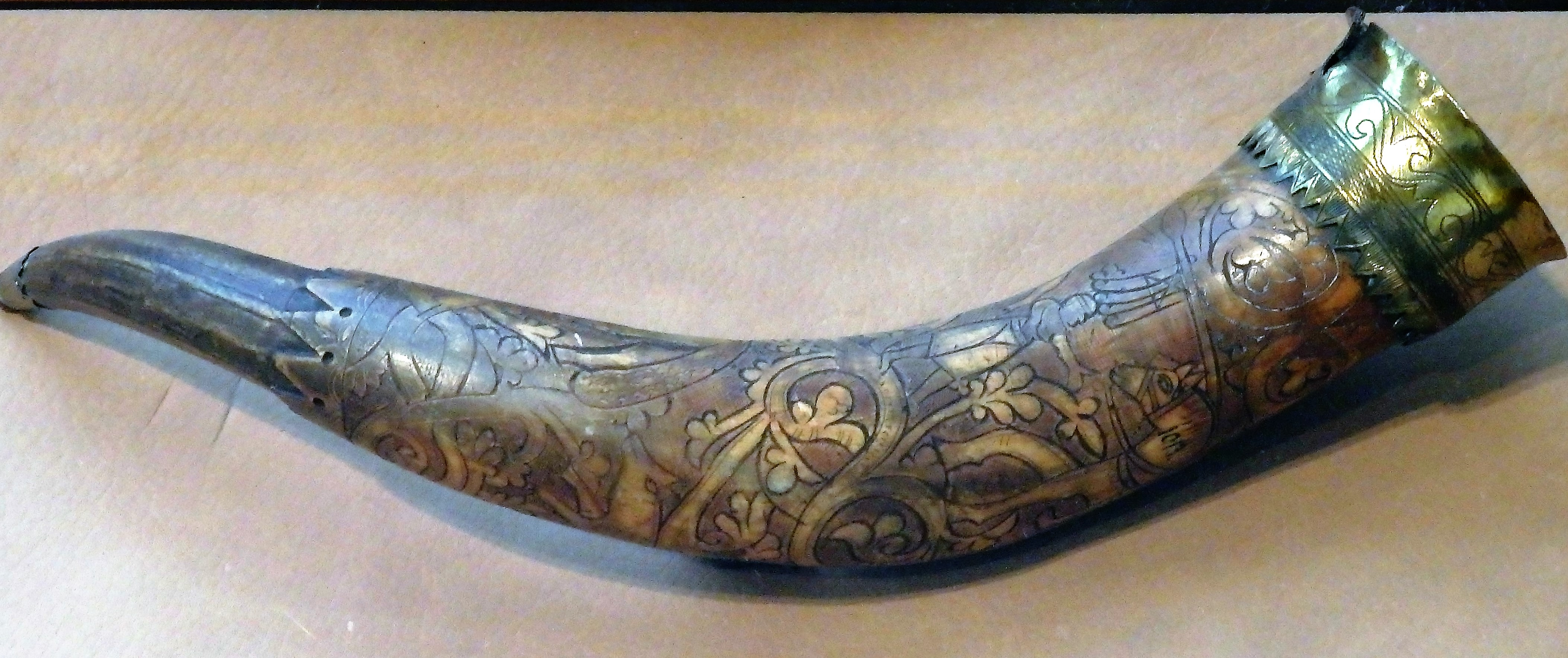
Trinkhorn, ca. 1300 n. Chr., Kulturhistorisk Museum, Oslo
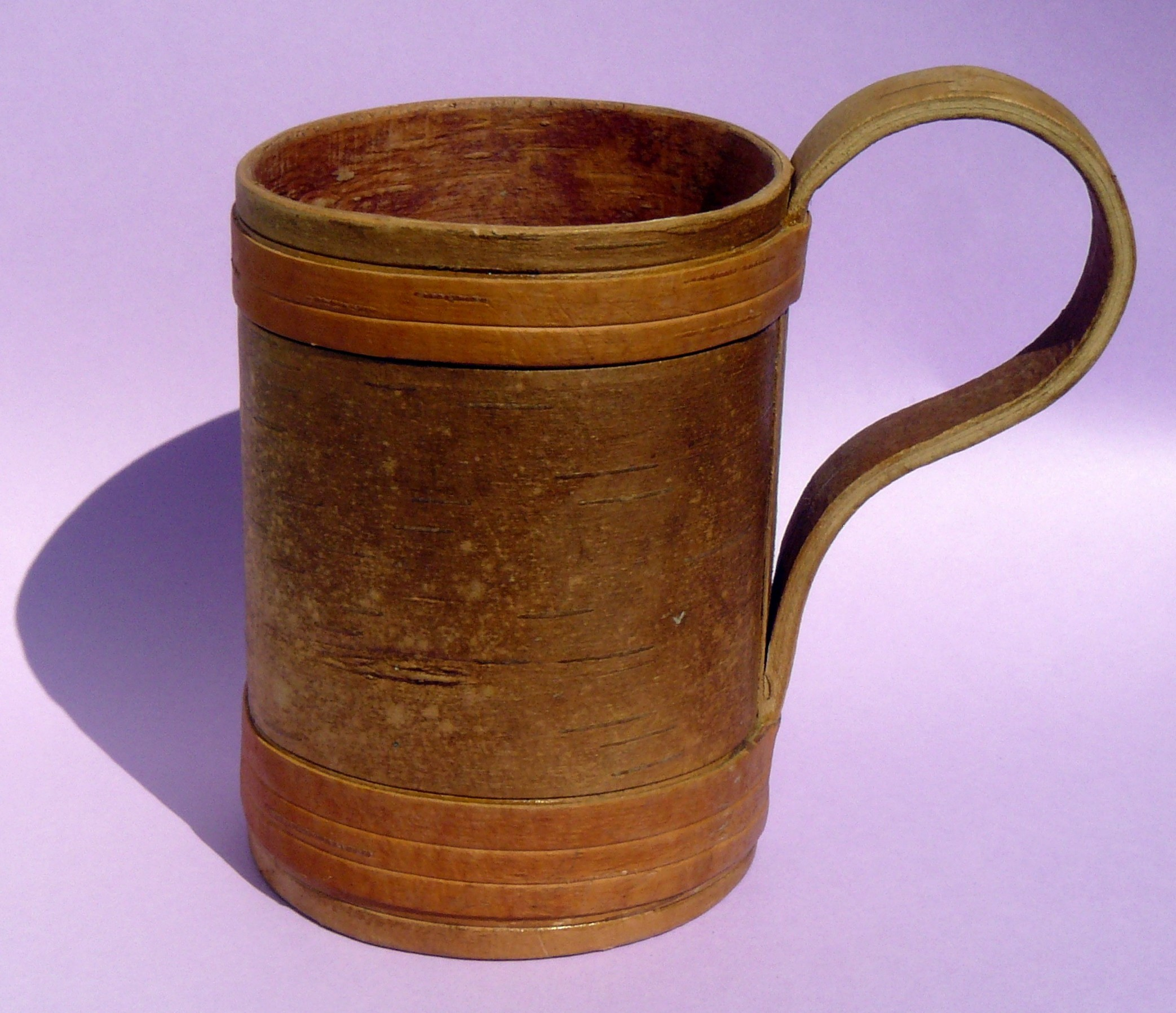
Holztasse
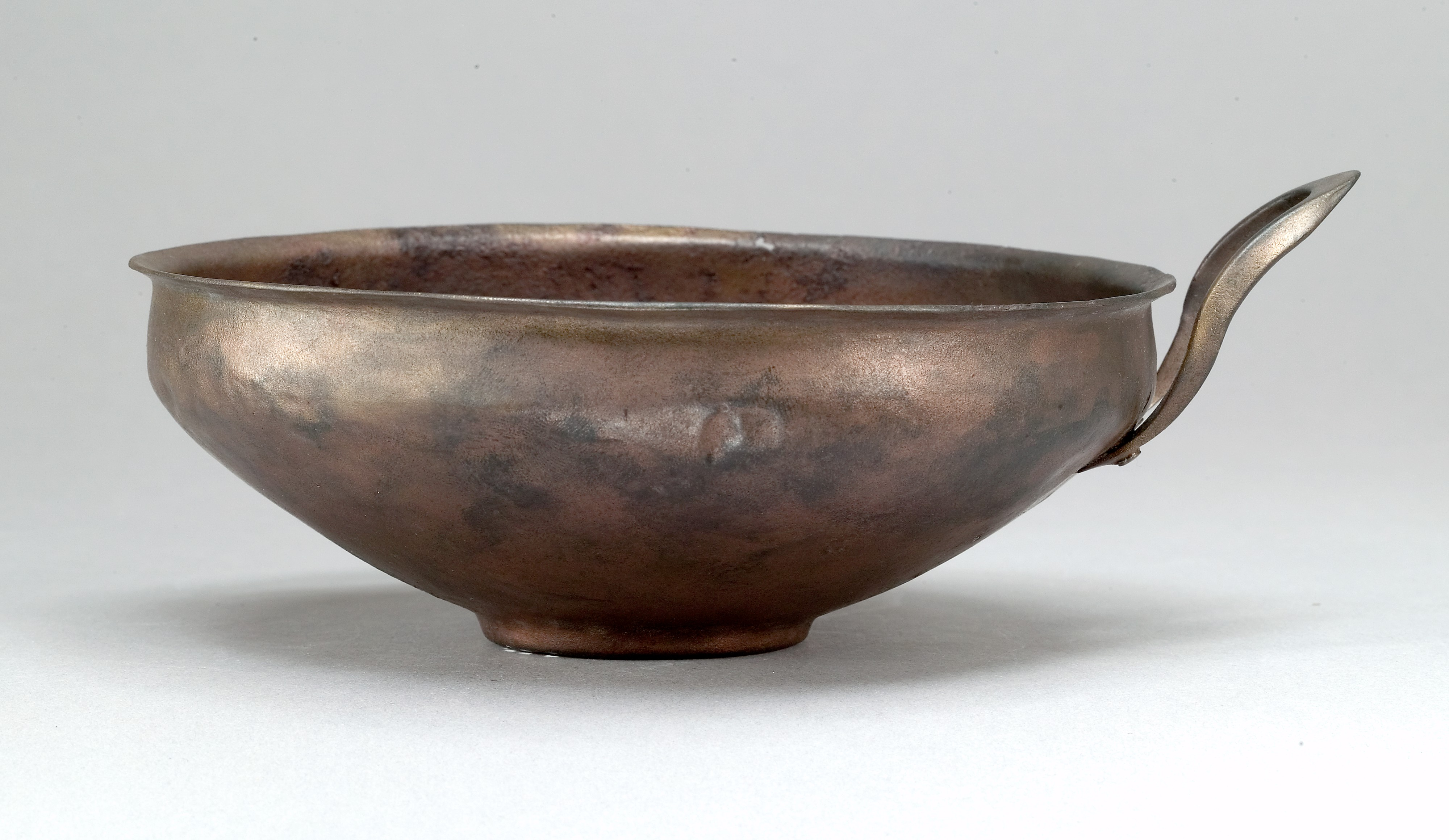
Metalltasse, Ägypten, etwa 1550–1458 v. Chr.
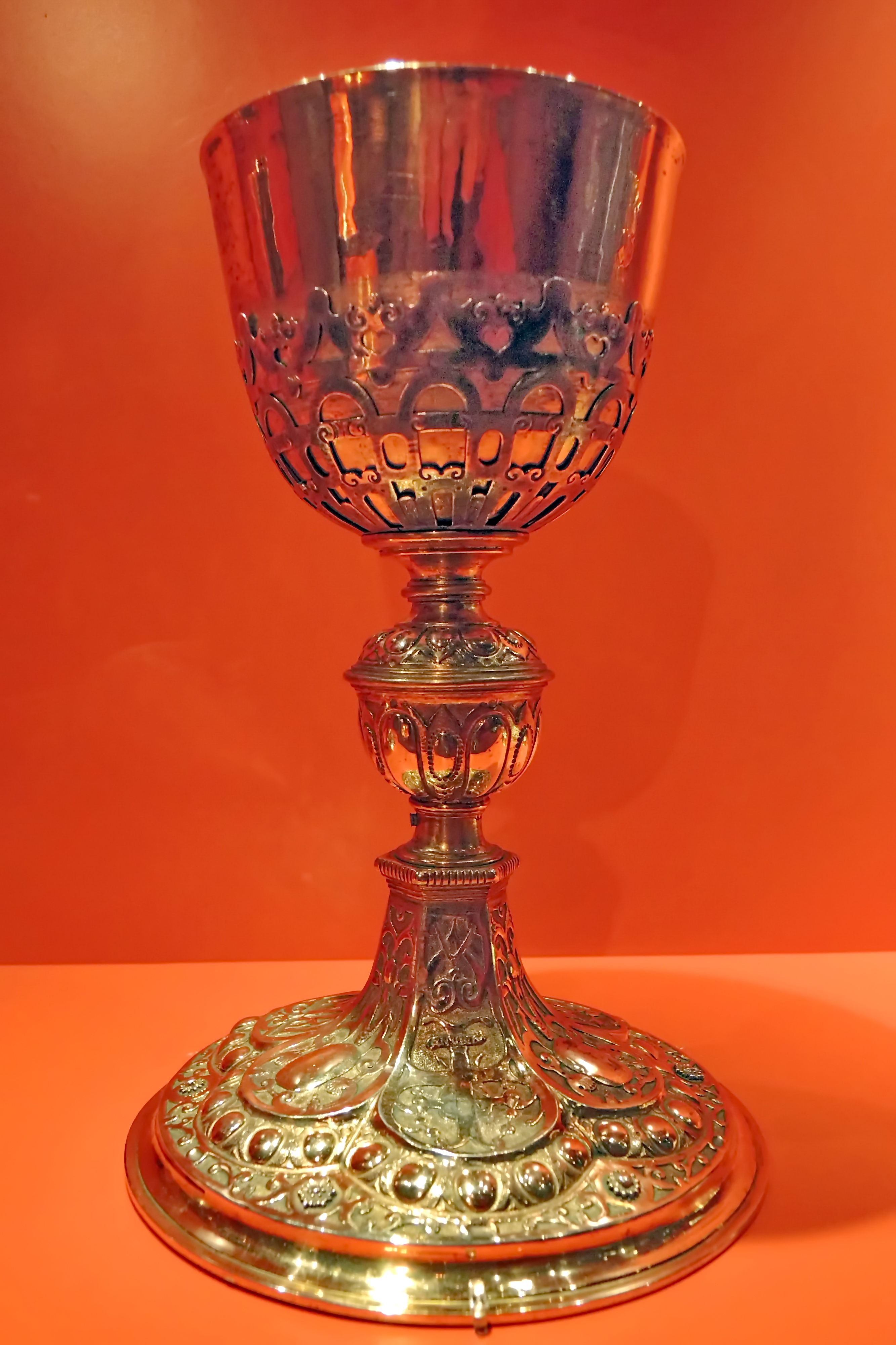
Messkelch, Silber, 1611
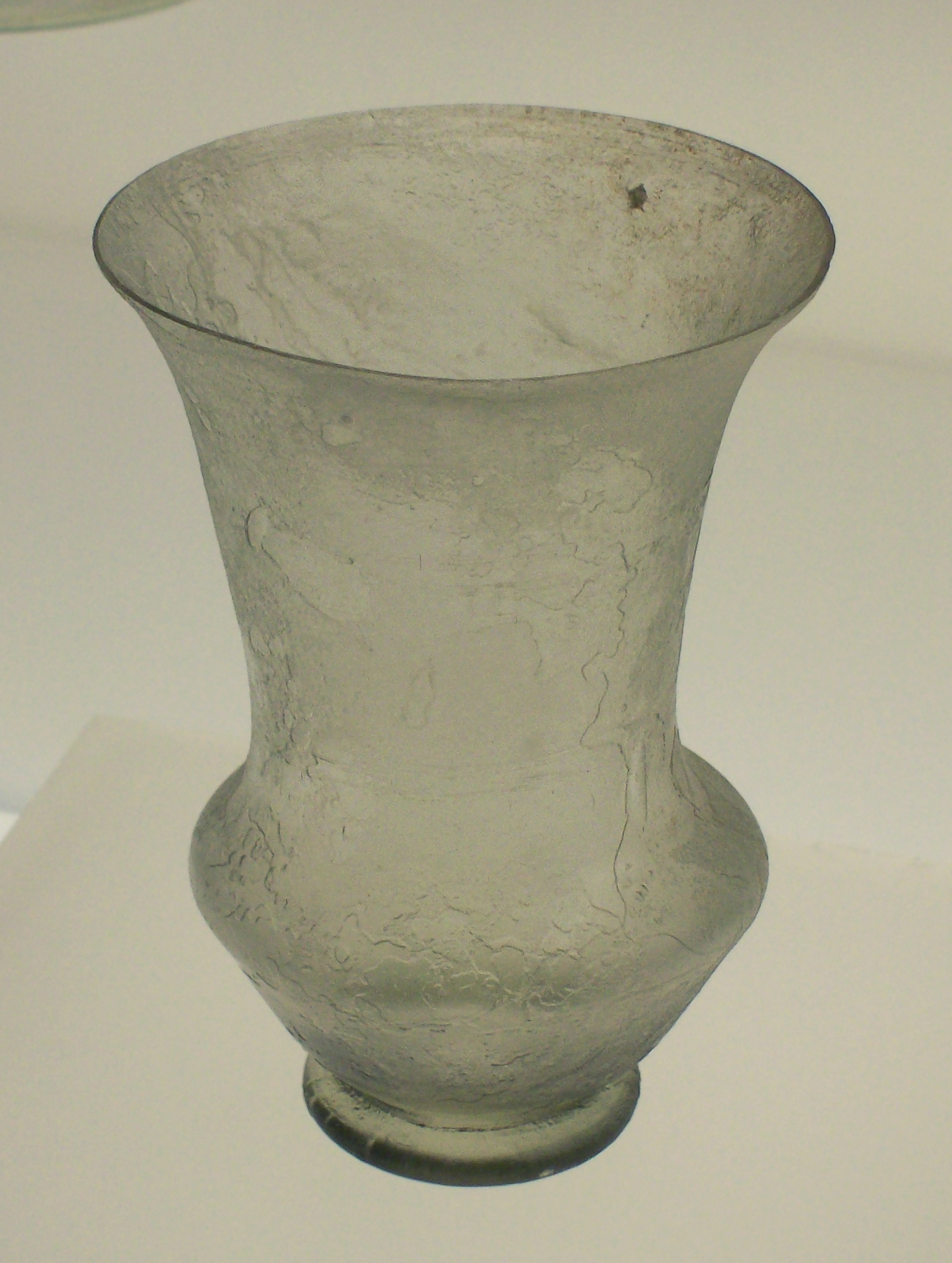
Römisches Trinkglas, 3. Jahrhundert n. Chr.

## Form
Im Wesentlichen gibt es zwei offene Formvarianten, nämlich offene Trinkgefäße ohne Henkel wie Trinkglas, Becher, Schale und Kelch, sowie offene Trinkgefäße mit Henkel, wie Krug und Tasse, in Österreich und im süddeutschen Raum auch als Häferl oder Haferl bezeichnet.
Neben den offenen Trinkgefäßen gibt es ferner geschlossene Trinkgefäße, meist für den Transport und Gebrauch unterwegs, wie die Trinkflasche, die Getränkedose oder (im Militär) die Feldflasche. 
Eine spezielle Form, die zwischen offenen und geschlossenen Trinkgefäßen steht, ist das spanische Porrón, ein Glas- oder Tonbehälter mit einer Einfüllöffnung oben und einem trichterförmigen Trinkrohr mit enger Tülle an der Seite.

## Inhalt
Neben Wasser sind historisch sehr früh weitere Getränke belegt: So waren Wein und Bier bereits bei den Sumerern und im alten Ägypten beliebt. Aus dem antiken Griechenland sind Weinbecher wie Kylix, Phiale, Skyphos und Kantharos bekannt. Heute gibt es für Wein eine Vielzahl von Weingläsern, darunter spezielle Rotwein- und Weißweingläser. Regional werden solche Weingläser z. B. als Dubbeglas (in der Pfalz), Pfiffche oder Viertele bezeichnet, wobei sich Pfiffche und Viertele eigentlich eher auf die Maßeinheit für den Wein denn auf das Weinglas beziehen. Eine spezielle Variante des Weinglases ist der Römer, ein im 16. Jahrhundert aus dem Waldglas entwickeltes, in Mitteleuropa weit verbreitetes und traditionelles Trinkgefäß.

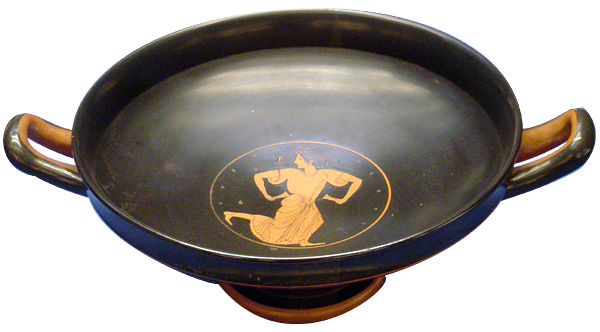
Griechische Kylix des Euergides-Malers
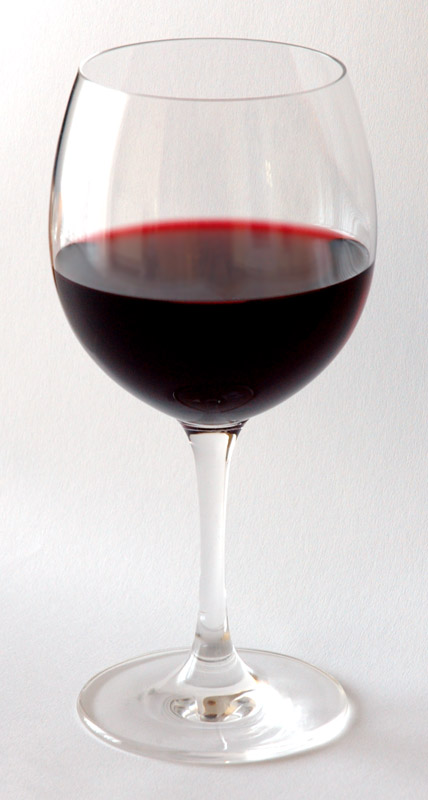
Rotweinglas
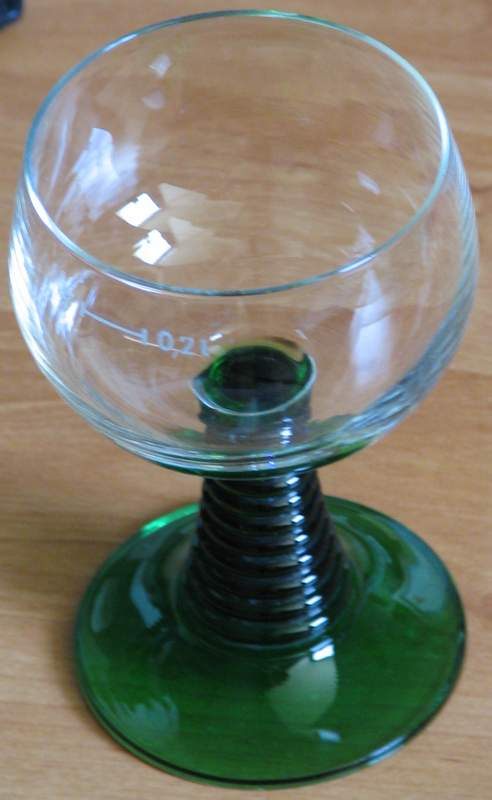
Römer

Auch für das Bier sind bereits zur Römerzeit eine Vielzahl von Trinkgefäßen aus Ton, Glas oder Silber belegt. Heute verwendet man in Deutschland je nach Biersorte und Region unterschiedliche Trinkgefäße. Für Weizenbier haben sich z. B. Weizenbiergläser, besonders geformte hohe, schlanke Gläser, etabliert. Weitere traditionelle Biergläser, die man Deutschland findet, sind der Humpen oder Seidel, der Maßkrug und der Bierstiefel.
Auch für andere Alkoholika werden speziell geformte Trinkgefäße verwendet: Für Sekt gibt es das Sektglas, entweder in der Form eines hohen Glases in Tulpen- oder Flötenform mit meist kurzem Stiel, oder als Sektschale mit einer flachen Schalenform mit einem schlanken Stiel. Für Spirituosen gibt es z. B. den Tumbler oder das Cocktailglas.
Für Wasser und Saft sind Trinkgläser üblich.
Nachdem Tee, Kaffee und Schokolade als neue Getränke in Europa ab dem 16. Jahrhundert verbreitet wurden, entstanden in Europa neue, spezielle Trinkgefäße. Die vorher üblichen Metallbecher erwiesen sich als ungeeignet für Heißgetränke, da man sich durch die Wärmeleitung leicht Mund und Finger verbrannte. Daher wurden aus China Trinkschalen aus Porzellan importiert, später entwickelten sich daraus die heute in Europa üblichen Kaffeetassen, Teetassen und Teegläser.

Weizenglas
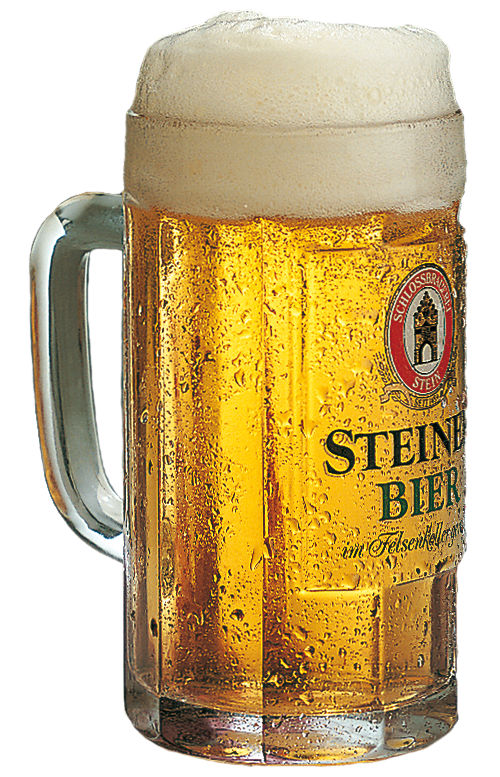
Bierseidel
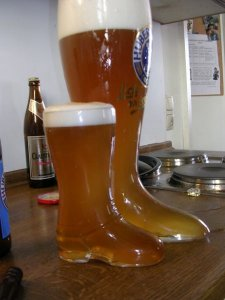
Bierstiefel
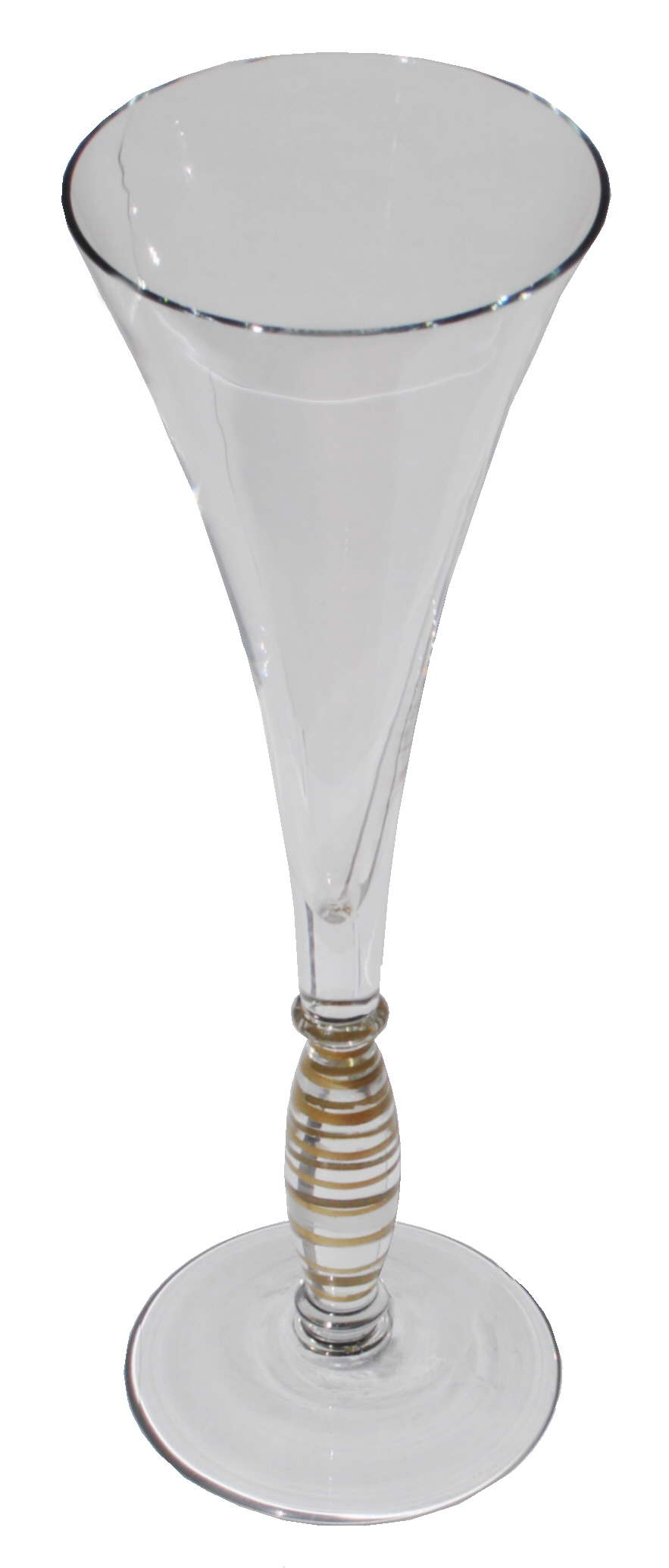
Sektglas
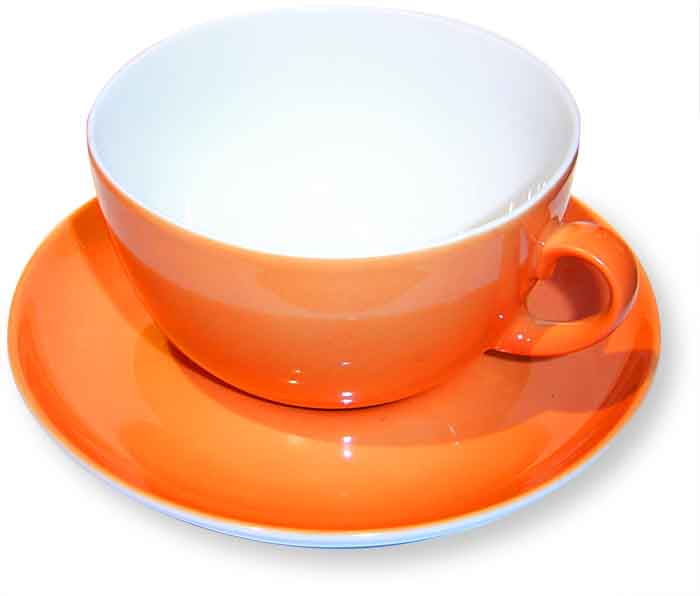
Kaffee- oder Teetasse

## Zweck
Bei einigen Trinkgefäßen wird auch nach ihrem Zweck unterschieden, z. B. ob sie in religiösen oder profanen Zusammenhängen verwendet werden. Beispielsweise unterscheidet sich der Pokal vom Kelch dadurch, dass der Pokal ein profanes Gefäß ist, während der Kelch in religiösen Ritualen (z. B. in Gottesdiensten) verwendet wird.